# Casiotone for the Painfully Alone
Casiotone for the Painfully Alone (CFTPA) (рус. Звуки синтезатора фирмы Касио для болезненно одиноких) — сольный проект американского музыканта Оуэна Эшуорта (англ. Owen Ashworth). Андрей Горохов описал музыку очень просто: «ритм-машина и гудящий синтезатор. Сверху - голос. Всё звучит протяжно и невесело.»

## История
По признанию самого Оуэна, он играл раньше в других группах на бас-гитаре и барабанах, и его всегда мучило, что нужно отказываться от своих идей для того, чтобы группа могла вообще функционировать. В итоге он нашёл решение — игрушечный синтезатор с заранее запрограммированными ритмами. Лоу-фай-подход выбран Оуэном из-за увлечения соответствующей музыкой, как, например, первый альбом Suicide.
Дебютный альбом Answering Machine Music был издан в 1999 году на собственном лейбле Оуэна — Cassingle USA. Это концептуальный альбом, состоящий из умных музыкальных сообщений автоответчика. Следующий альбом Pocket Symphonies for Lonesome Subway Cars (2001) вышел на кёльнском лейбле Tomlab, помимо синтезатора он включал также виолончель и ударные. После Twinkle Echo (2003) вышел Etiquette (2006), на котором звучание было еще больше расширено за счет добавления аналоговых инструментов. Оуэн нашёл время на выпуск пятого альбома Vs. Children (2009), выполняя при этом ремиксы на таких исполнителей, как Dudley Benson и Headlights. На сборнике Advance Base Battery Life (2009) содержатся синглы и раритеты с 2005 по 2008 гг. Проект был завершён в конце 2010 года. В интервью на сайте The 405 Оуэн заявил, что проект продолжался гораздо дольше, чем он когда-либо предполагал и больше нет причин продолжать это.
В 2011 году Оуэн начал новый проект, Advance Base, который меньше полагался на дешевые электронные инструменты и отражал его постоянный рост в качестве автора песен и аранжировщика. Оуэн также поучаствовал в группе Sun Kil Moon Марка Козелека.

## Концерты в РФ
В сентябре 2008 года Оуэн с проектом выступил в Москве.